# Claude-Joseph Mallarmé
Pour les articles homonymes, voir Mallarmé (homonymie).
Claude-Joseph, baron Mallarmé (9 avril 1758, Nancy - 22 juillet 1835, Saint-Max), est un magistrat et homme politique français.

## Biographie
Avocat au parlement de Nancy de 1778 à 1784, puis substitut du procureur du roi au même parlement en 1784, il fut nommé procureur-syndic du district de Nancy en juillet 1790, puis, le 5 décembre 1793, président de l'administration du district de la même ville : il conserva ces fonctions jusqu'au 25 pluviôse an II. 
Maire de Nancy, de brumaire an III au 1er floréal de la même année, il fut élu, le 13 vendémiaire an IV, député de la Meurthe au Conseil des Cinq-Cents. Il s'y occupa surtout de questions juridiques, établit, avec une grande compétence, le mode de procéder dans les tribunaux civils en cas de partage d'opinion, parla sur la révision des jugements en cassation, et fit un rapport sur l'établissement d'une échelle particulière de dépréciation du papier-monnaie. Réélu, le 23 germinal an VII, par le même département au même Conseil, il fut, après le coup d'État du 18 brumaire, qu'il approuva, délégué des consuls dans le Bas-Rhin et le Haut-Rhin, le 29 brumaire an VIII. C'est de Strasbourg qu'il envoya, par la lettre suivante, son adhésion à la nouvelle Constitution.
Nommé membre du Tribunat à sa création, le 4 nivôse an VIII, il fut rapporteur de la section de législation, développa, en 1806, devant le Corps législatif, les motifs d'adoption du code de procédure civile, et, en 1807, défendit le projet de loi sur la contrainte par corps en matière de commerce à l'égard clos étrangers. 
Le 25 prairial an XII, il avait été fait membre de la Légion d'honneur. 
Appelé, après la dissolution du Tribunat, à la préfecture de la Vienne le 3 novembre 1807, il ne quitta ce poste qu'en avril 1815, pour occuper la préfecture de l'Indre. 
Créé chevalier de l'Empire le 22 novembre 1808, baron le 31 janvier 1810, il resta fidèle à l'empereur. La seconde Restauration le laissa sans emploi et l'admit à la retraite, comme préfet, le 19 janvier 1820.

## Sources
- « Claude-Joseph Mallarmé », dans Adolphe Robert et Gaston Cougny, Dictionnaire des parlementaires français, Edgar Bourloton, 1889-1891 [détail de l’édition]
- Annuaire de la Meurthe, 1836, pp. 156-157.